# 排灣族
排灣族（排灣語： 或 ），臺灣原住民族之一，現今主要的分布區域主要橫跨中央山脈南段東、西兩側，海拔500至1300公尺的山地，北起武洛溪上游大母母山（Tjavuvu）一帶，向南延伸至恆春半島，另包括中央山脈東南麓與其狹長海岸地帶:12。人口約十萬餘人。

## 族群分類

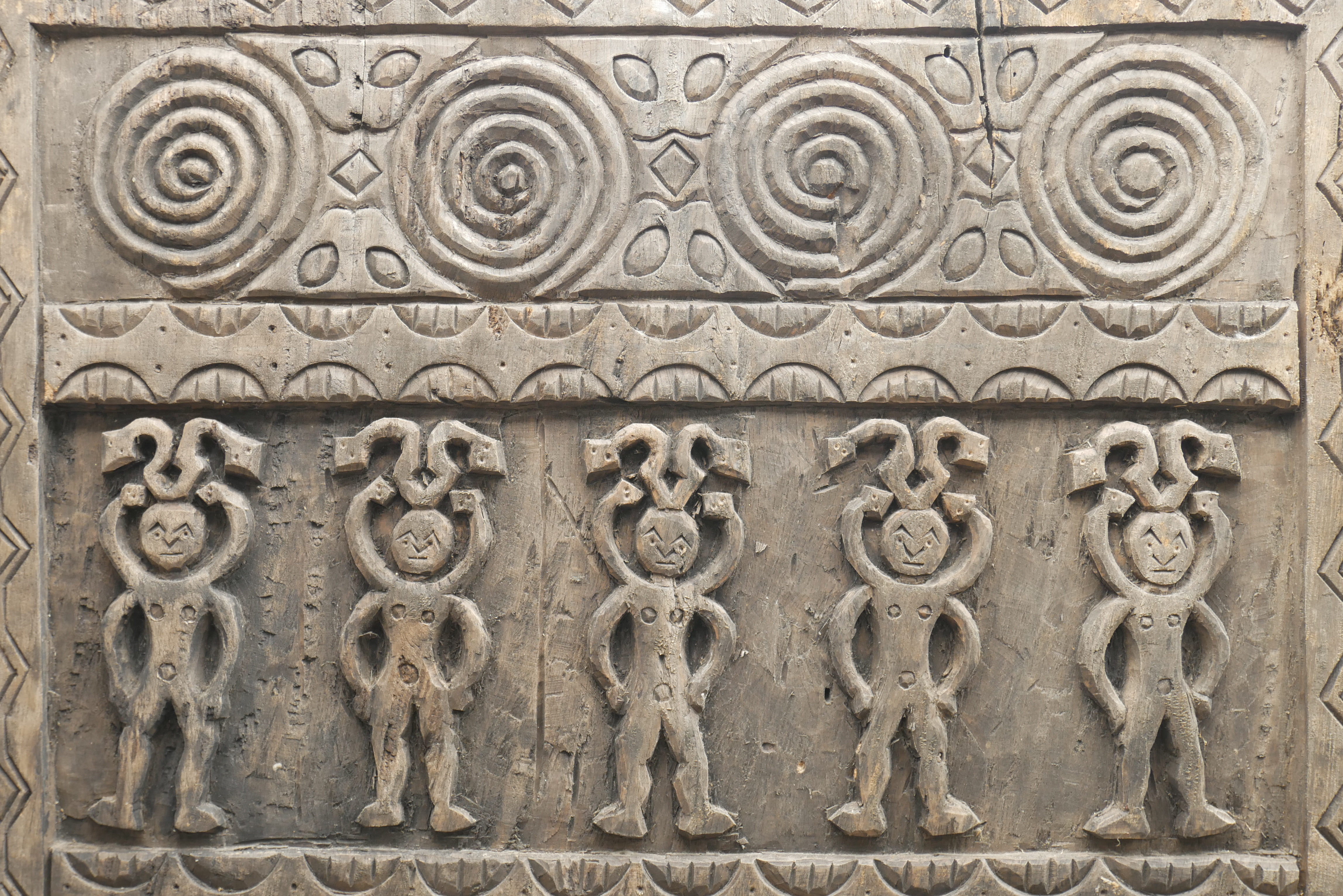
人物幾何圖形木雕版

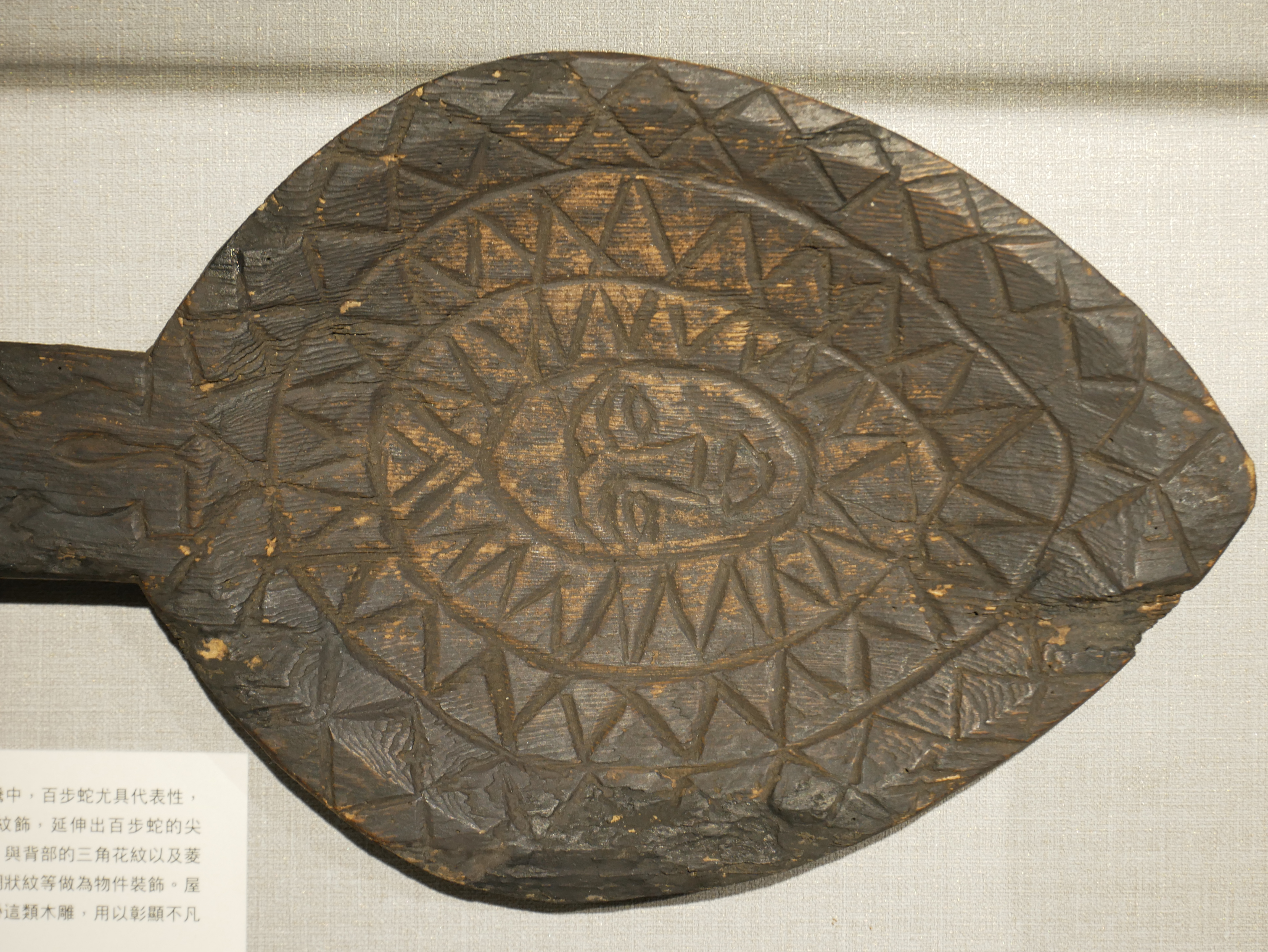
百步蛇紋人面木雕盤

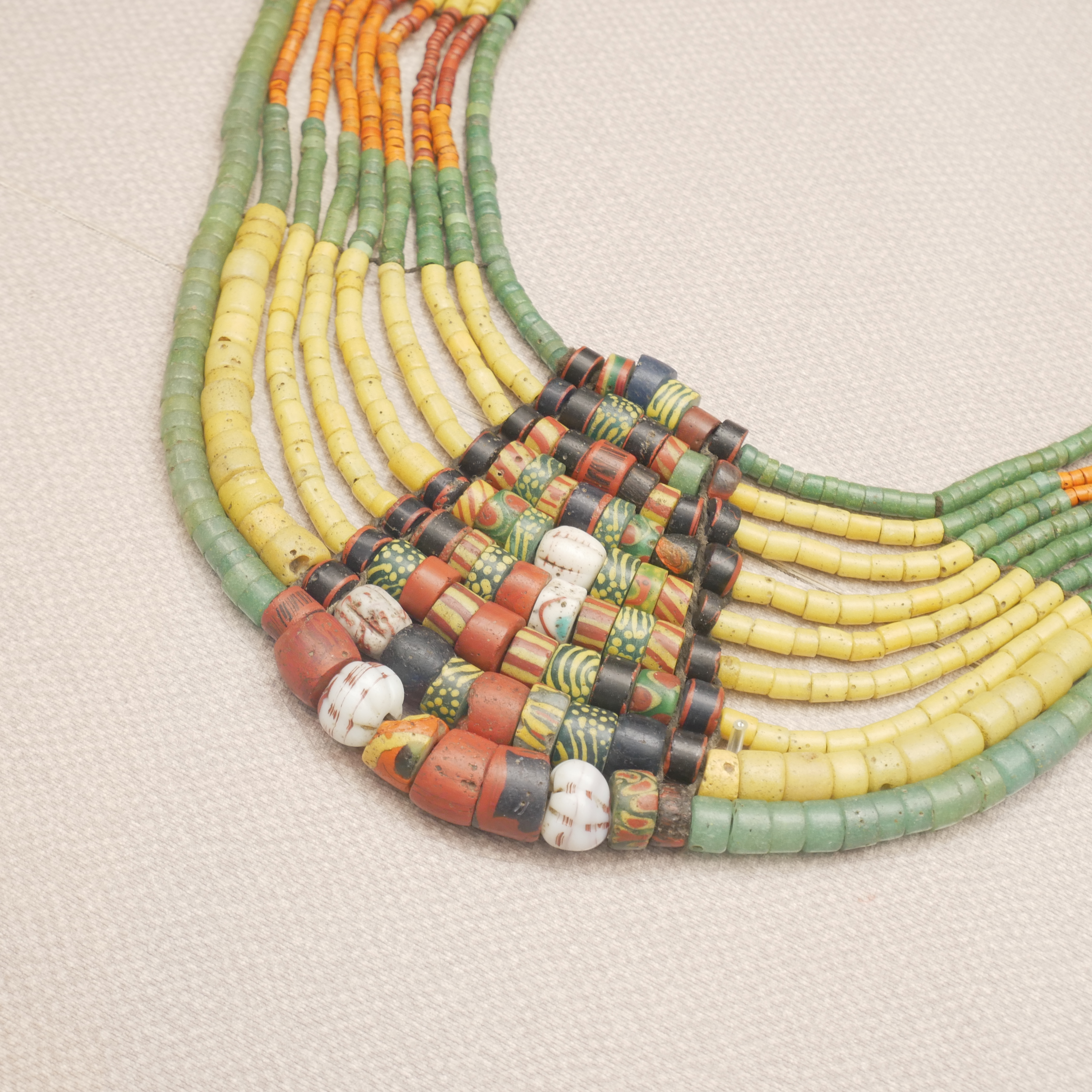
女子複串琉璃珠胸飾

明治三十二年（1899年）伊能嘉矩在與粟野傳之烝合撰的《臺灣蕃人事情》中，將臺灣原住民族分為七族與平埔族，並首先以「スパヨワン」為排灣族族名:78。四十四年（1911年）臺灣總督府蕃務本署在其出版的《Report on the Control of the Aborigines in Formosa》報告書中，使用「Paiwan」作為排灣族的官方族群名稱:79。
依傳統領域分佈由北至南分布如下：
| 亞族            | 族群                     | 方位 | 人類起源神話               | 分佈區域                 |
| --------------- | ------------------------ | ---- | -------------------------- | ------------------------ |
| 拉瓦爾 (Ravar)  | 拉瓦爾 (Ravar)           | 北   | 大母母山                   | 武洛溪上游地帶           |
| 布曹爾 (Vuculj) | 布曹爾 (Vuculj)          | 北   | 大武山                     | 隘寮溪至東港溪之間       |
| 布曹爾 (Vuculj) | 巴武馬 (Paumaumaq)       | 中   | 大武山、佳佳路坦山丘       | 東港溪至林邊溪           |
| 布曹爾 (Vuculj) | 巴夫瓦 (Pavuavua)        | 中   | 大武山、佳佳路坦山丘、箕模 | 林邊溪上游、支流         |
| 布曹爾 (Vuculj) | 大龜文 (Tjuakuvukuvulj)  | 南   | 大武山、佳其路坦山丘       | 枋山溪以南               |
| 布曹爾 (Vuculj) | 射不力 (Sapediq)         | 南   | 大武山                     | 楓港溪一帶               |
| 布曹爾 (Vuculj) | 巴力道 (Paljiljaljiljav) | 南   | 大武山                     | 牡丹溪上流               |
| 布曹爾 (Vuculj) | 斯卡羅 (Seqalu)          | 東南 | 大武山                     | 恆春、港口溪流域         |
| 布曹爾 (Vuculj) | 巴卡羅 (Paqaluqalu)      | 東   | 大武山、佳其路坦山丘       | 大武溪以北至太麻里三角洲 |

## 聚落

### 拉瓦爾亞族

#### 屏東縣三地門鄉
- 沙漠部落（青山，Tjevasavasai）：昭和七年（1932年）合併Sivaratj部落。
- 紅目仔部落（安坡，djineljepan）
- 口社部落（Sagaran）
- 榮部落（賽嘉）：昭和十六年（1941年）由部分上排灣部落、德文部落與金斜路灣部落成立。
- 大社部落（Paridrayan）：2010年遷至禮納里（Rinari）。
- 上排灣部落（Tjese-paiwan）：昭和十六年（1941年）部分遷至榮。
- 德文部落（Tjukuvulj）：昭和十六年（1941年）部分遷至榮。
- 金斜路灣部落（Kinidjaluan）：昭和十六年（1941年）部分遷至榮。

### 布曹爾亞族

#### 屏東縣三地門鄉
- 達來部落（tjavatjavang）：1989年遷至現址。

#### 屏東縣牡丹鄉
- 大梅部落（Pungudan）：
- 牡丹部落（Sinevaudjan）：
- 四林部落（Draki）：
- 石門部落（Kapanan）：
- 高士部落（Kus kus）：舊稱「高士佛社」
- 東源部落（Maljipa）：西元1939年從高雄州潮州郡外麻里巴社（外マリツパ社）遷至現址，舊稱「新牡丹社」。

## 歷史

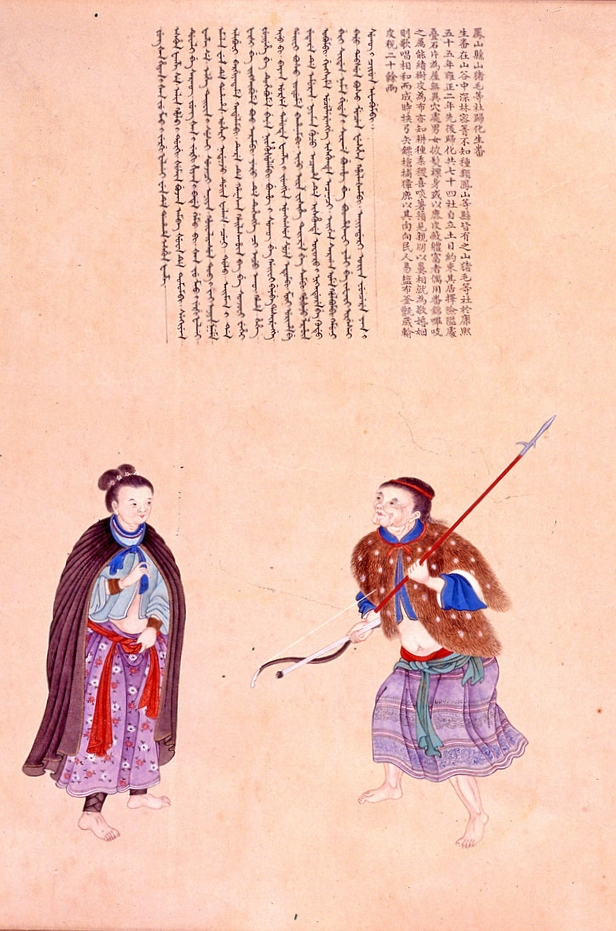
清乾隆年間繪成的《職貢圖》，描繪當時山豬毛社一帶的排灣族

### 族群起源
目前考古學界認為排灣族的祖先和三和文化人有直接關聯。三和文化分布於花東縱谷中段、卑南平原到台東以南的海岸地帶、時間約為2300~1000年前（新石器時代後期至金屬器時代前中期），主要是由卑南文化向山區傳播、經由上里遺址後演變而成，考古學家在三和文化的考古遺址中發現了許多和排灣族物質文化相當接近的器物，包括青銅器、金屬器、琉璃珠等器物以及製作它們的模具和廢料，以及許多印有蛇紋裝飾的陶器，那些蛇紋和當今排灣族文化中的百步蛇紋也相當類似（排灣三寶）。而排灣族在逐漸發展出族群文化的同時，也開始往南方擴散，進一步遍布屏東至恆春的山區，除了不少南方部落的傳說都認為始祖是出身自北方之外，南排灣群也在語言上也習慣把中排灣群的地區稱為「起源地」。

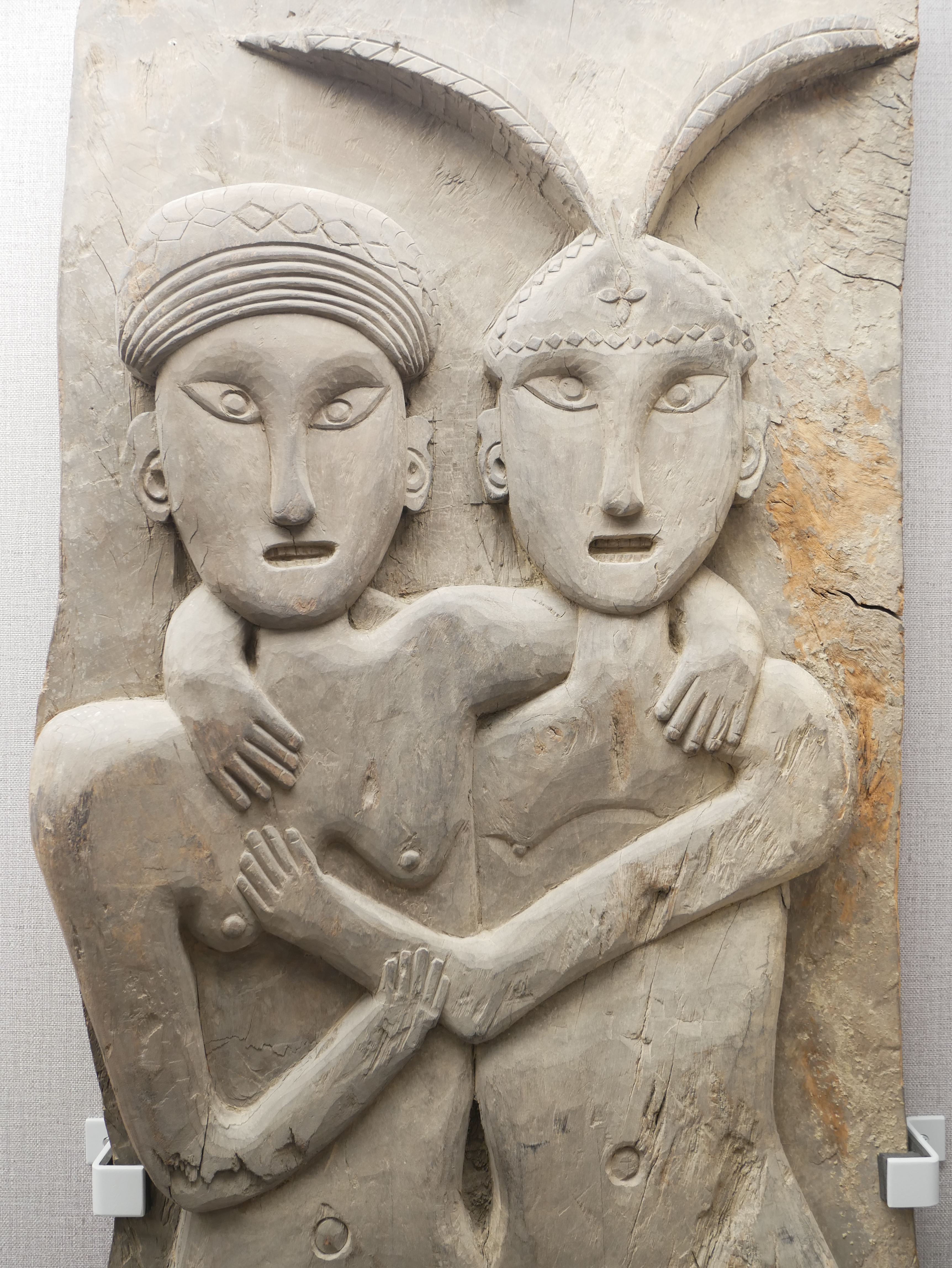
人物木雕版

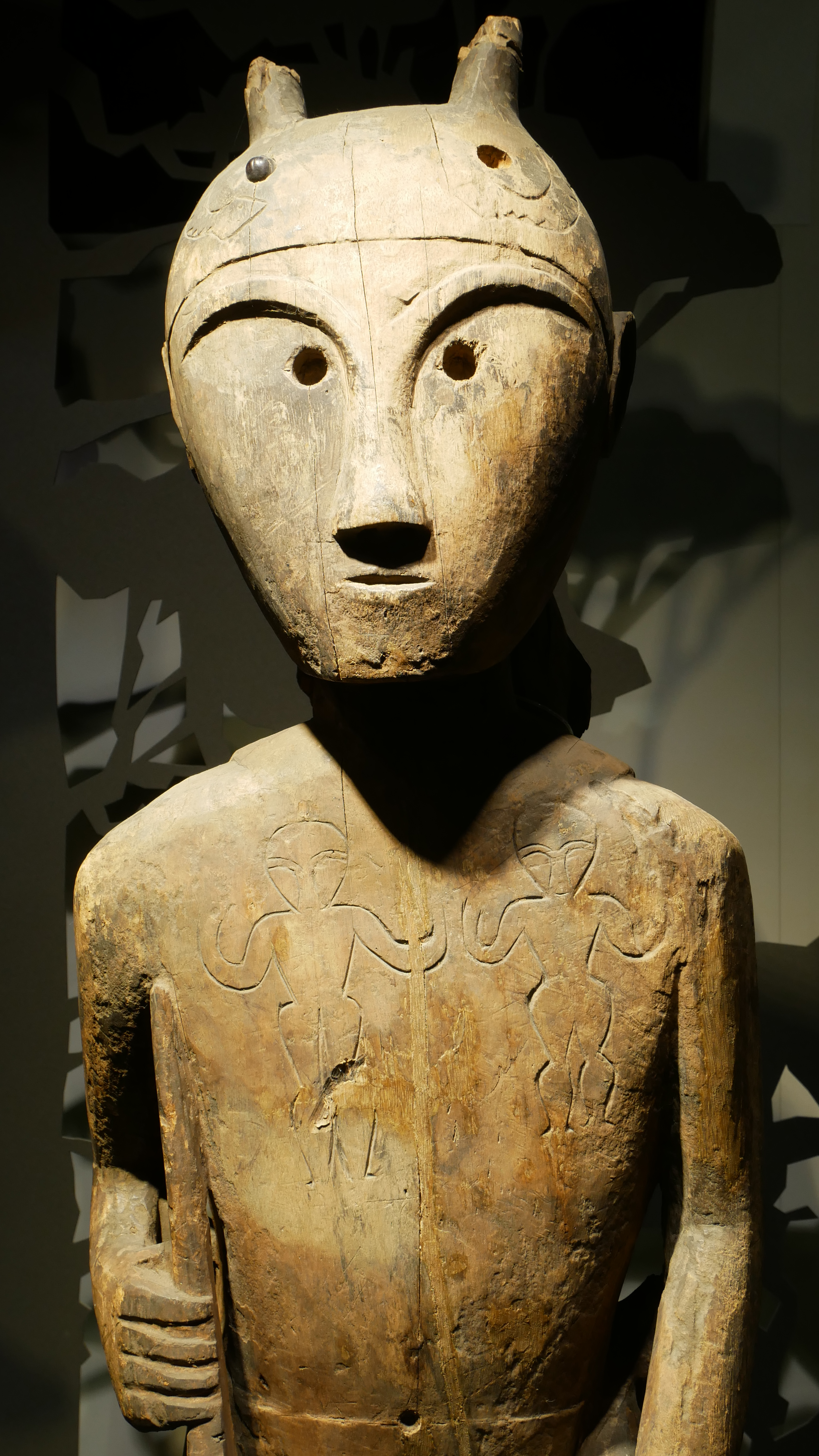
木雕人像

### 貴族始祖
排灣族各部落王族的起源，依部落的形成背景時期而有不同的產生意義。若追溯排灣族最早期發源的幾個部落，這幾個部落自古時候在北大武山西側被孕育而發生，具有移動遷徙的口述紀錄，也僅限於其本身的傳統領域內。
這幾個部落如瑪家部落、筏灣部落、大社部落、高燕部落等，在它們的王族發生的傳說中，都有一個共同的一致性為說明源自太古創始時期蒙天神造物者指定為王族身份。而所謂最古時期形成的部落其王族家屋地位是歷代世襲，且不可被取代。即便歲月流逝中物換星移或歷史長河中載浮載沉發生王族身份起落或遭逢王位移植現象，代表部落的宮殿王族家屋是嚴禁被取代，除非部落王族共同自願放棄或退出部落另覓地域開創新王國。

#### 卵生說

##### 瑪家部落

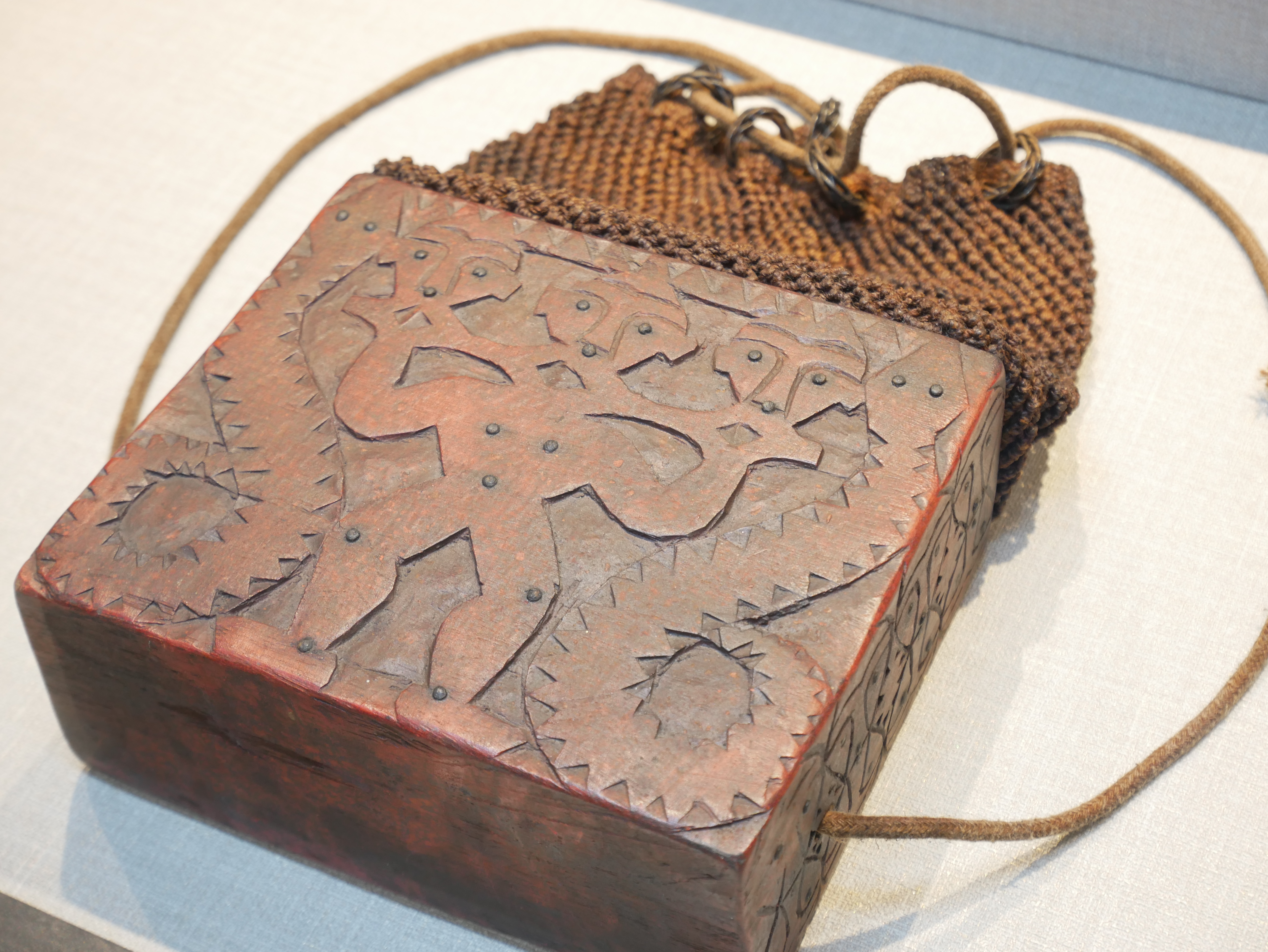
百步蛇紋占卜道具箱

傳說，太陽為了賜予群龍無首的排灣族人一個領袖，所以在瑪家部落(今屏東縣瑪家鄉瑪家村)的一個陶壺中產下一顆蛋，此蛋將孵化出頭目以治理排灣族。然而，想統治排灣族的百步蛇王知道此事後，為了阻止頭目順利孵出，便於陶壺旁等待，每逢太陽下蛋時，就把蛋吃掉。
消息傳出去後，許多家族皆認為自己是命中注定的守護神，紛紛派出家中的勇士守蛋，並試圖趕走百步蛇，有些單打獨鬥，有些三五成群，但他們都失敗了。 走投無路的族人擔心太陽下太多次蛋後，就不再下蛋了，只好四處打聽有能力解危的人。終於，有人告訴他們穆利部落(muri)雅格達德頭目家族(gadjegadje)的嘉魯萊(karulai)是上天所生者(pualjak na cemas)，因此應該有能力負此重任。於是族人立即前往穆利部落，請嘉魯萊為排灣族守護太陽的蛋，讓他帶著其他兩家族的勇士和帶著蛇群的百步蛇王談判。然而，在看到成群的百步蛇後其他兩家族的勇士就落荒而逃至三地門，留下嘉魯萊孤身一人和蛇群談判。經過一番交涉，嘉魯萊終於說服百步蛇王離開部落，並帶著百步蛇沿著隘寮溪走。最後，帶著百步蛇王到達涼山瀑布。
到達涼山瀑布後，嘉魯萊使百步蛇王沉入瀑布下的一個湖，此後，百步蛇王就再也沒有出來了。太陽為了感謝嘉魯萊，告訴他：「你這一路上所經之處和休息的地方皆屬於你的。你就如同頭目一樣，擁有收稅的權利！」但也因如此， 涼山瀑布受到百步蛇王的詛咒，而成了瑪家領袖家族和雅格達德家族的禁地。
後來陶壺中孵出一個男孩，經過嘉魯萊的撫養成人後，男孩自立了vavulengan（音譯:巴布仁安，位於今屏東縣瑪家鄉瑪家，現由徐春美掌家）家族，然後成為排灣族的第一代頭目，而嘉魯萊就成為排灣族的守護神，而其後代則建立了pakedjavai（音譯:巴格達外，位於今屏東縣瑪家鄉北葉，現由王育方掌家。）家族，是為嘉魯萊及雅格達德家族直系的繼承家族。 :19

###### 望嘉部落
上古時代望嘉部落（Vungalid）有一池塘。有一天，神由天上降下，生三枚蛋於池塘內，狗見到對其吠叫，池水同時逐漸減少。後貓來抓這三枚蛋，蛋被抓破後生出二男一女，這三人與別處的男女結婚，成為箕模族的祖先。數年後神再次降臨於Kadziaka，產下一顆青色的蛋，蛋破裂後生出一男子，成為望嘉部落的祖先。:19、20

#### 蛇生說

###### 萬安部落
從前，萬安部落（Amawang）有一女神，某日盪鞦韆盪得過於用力，繩索斷裂而掉入洞中。後洞穴中出現另外一女神，同居住在萬安部落。該名女神與瑪家部落（Makazayazaya）人Pulaluyaluyan遊玩，有一次Pulaluyaluyan口渴，女神外出提水，在路上攜回百步蛇與龜殼花的蛋各一枚。不久百步蛇蛋生出頭目（mamazangilan）的祖先，龜殼花蛋生出平民的祖先。兩者的後代生出的孩童只有一個鼻孔與半張嘴，故頭目與平民的家族禁止通婚。:20

#### 石生說
上古時代位於Kinabakang有一大石，某日裂開後出現一男一女，兩人結婚後生下許多子女，但第一胎為蛇，第二胎眼盲，其次為單手單腳或無頭的孩童，最後才有身體健全的一對男女。兩人亦結婚繁衍子孫，當子孫越來越多後，因生活空間狹小而遷徙，一部分北上至知本部落成為卑南族的祖先，一部分南下成為排灣族的祖先。:21

#### 竹生說
昔日，大武山上一根竹子裂開，裡面生出許多蛇，蛇成長後化成人。

## 工藝文化
- 飾物主要分為：

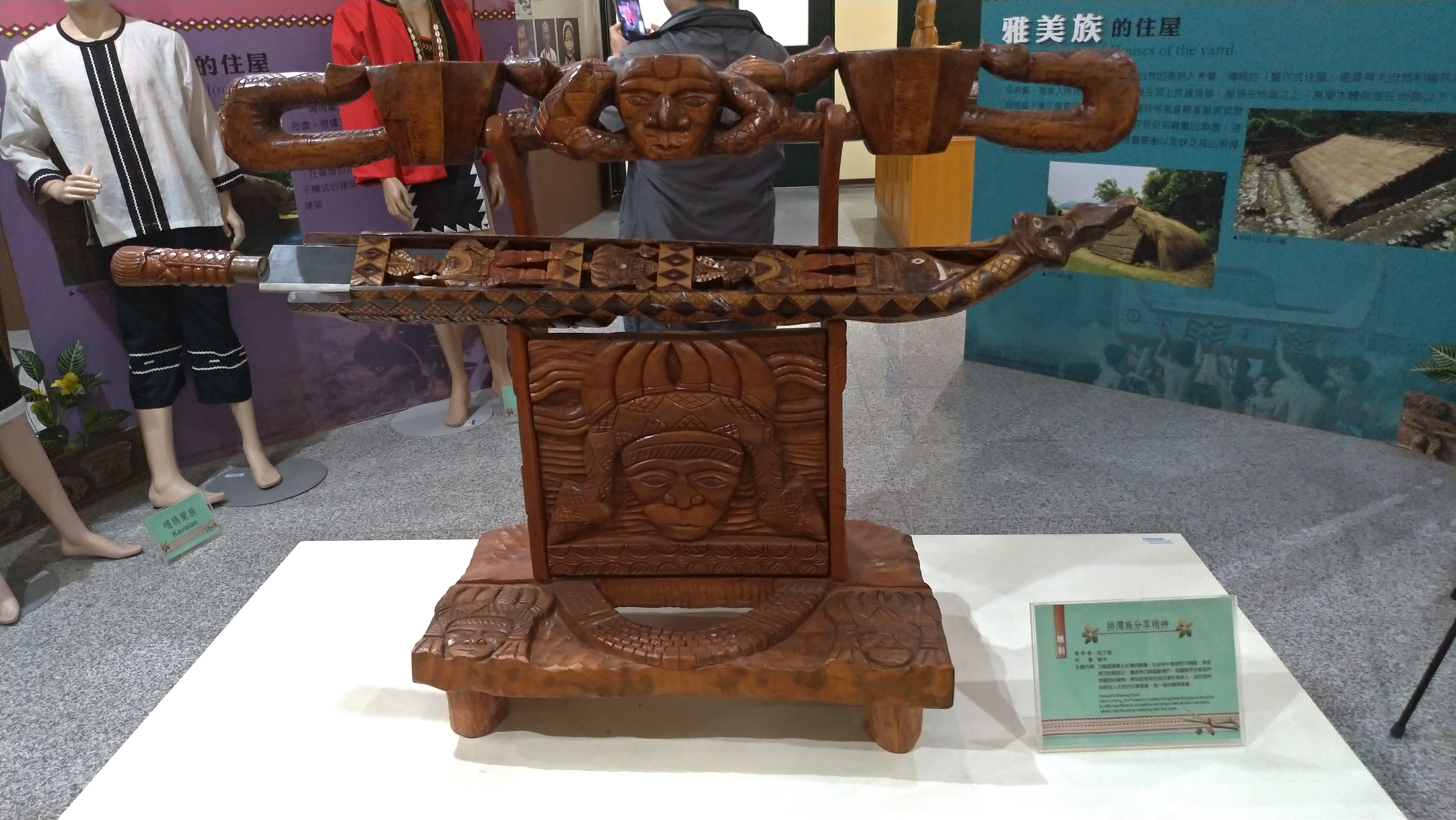
排灣族橡木雕刻《分享精神》

  - 植物飾物有鮮花（部分地區有百合花）、赫氏角鷹羽毛、皮毛、獸牙、雲豹皮只限於貴族以上階級及特殊身分者佩用，另外包含琉璃(陶)珠、貝殼飾、銅飾、硬幣等飾品。
  - 織繡：男頭飾、繡邊上衣、背心、短裙、片褲、禮儀遮巾、肩帶、腰帶；女頭飾、連身袍、手套、腿套、喪巾等。

- 除了服飾之外，就屬木雕及石雕同為為世人稱道。種類有建築（如簷桁、門楣、屋內外立柱），日常用具（連(單)杯、木匙、梳子、桌椅等）、刀鞘、祭儀器物等以及玩賞雕物等，雕刻的題材以神話傳說、狩獵生活、祖靈像為主。最常見的雕像為人頭紋與百步蛇紋，其他包含祖靈像、動物及、菱形紋等。
- 鼻笛、口笛及敲打樂器為排灣族表演藝術。

- 紋身藝術同為排灣族藝術代表。表現於女子的手背，男子的前胸、上臂。凡是貴族階級以上或有特殊功績皆有紋身的權利。

### 手紋
排灣族的手紋稱vecik（紋手稱vencik）指的是排灣族婦女手背上的刺青，手紋原本只限於頭目家族，但現在則發現屏東排灣族的手紋資格並不限於貴族或平民女性階級，平民在一些場合上，也是能夠紋手的，比如平民女性嫁到頭目家裡，或是紋手工匠在幫貴族紋手之前，會找平民做練習，但雖說如此，每個部落規定不同，有些部落平民要紋手仍須徵求頭目的同意:195，女性紋手的原因可能是因為美觀、可以顯示貴族身分、是德性的象徵、傳承家族的紋樣，或是顯耀家族的優渥條件等:195-197，雖然動機多元，但主要還是用於顯示家族和階級的標誌。

#### 時間與地點
紋手因考量到生理狀況常在冬天進行，冬季氣溫較低，傷口不易發炎，也可避免流血過多，另外大多在女性結婚前進行，因為傳統習俗裡紋身有許多和懷孕相關的禁忌，為了避免觸犯禁忌，女性多在10歲到18歲完成紋手，而紋手的地點大多在女性自己家中，並在家中採光良好的地方進行紋手。:198。

#### 紋手工匠
紋手在排灣族裡是家族的大事也是神聖的儀式，因此工匠（又稱為施術者saigi na vuntsik）不論是貴族或平民，都具有很高的聲望，施術者採世襲制，所以並非人人能當，有時候巫師還會兼任施術者。他們所使用的傳統刺青技術是拍刺，工具是大多用柚子刺做成的拍針，利用木棍敲打拍針，將石灰或炭粉做成的染劑打進皮膚進行刺青。

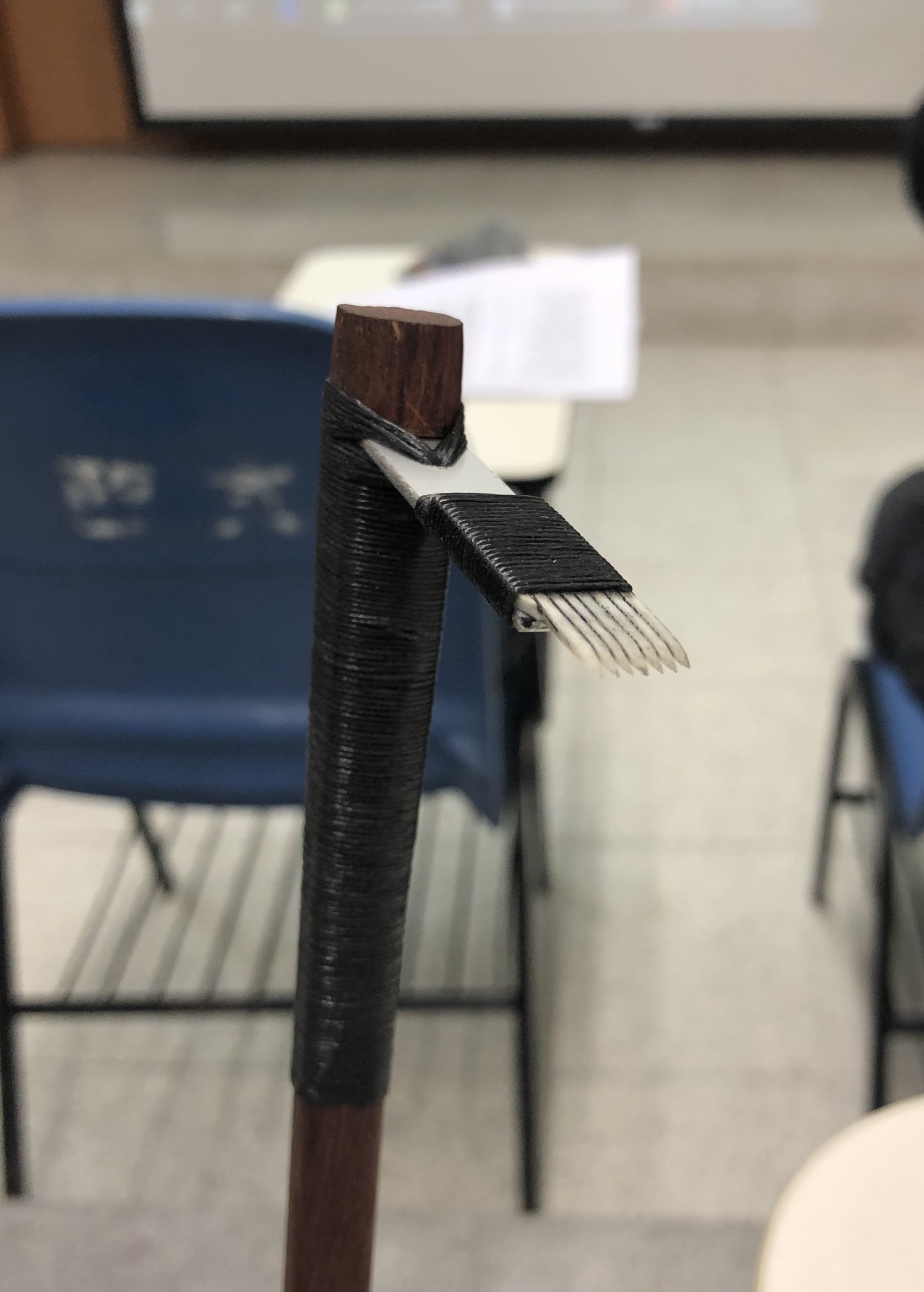
拍針

#### 紋樣
手紋樣式多種，不僅有簡單、複雜，還有階級的區別，通常階級愈高者的手紋會愈精緻，手紋的圖案也具有意義，大致上可以歸納成人形紋，意思是對部落族人的領導權，太陽紋，代表頭目，齒形紋對土地、山川的管理權，另有波形紋、百步蛇紋、砧板文和杵形紋等，每一個紋樣依不同的手紋者地位、部落或是工匠的手藝會有些許的差異:203。

### 鼻笛
鼻笛會因不同區域構造也會有所不同，像是平和部落的鼻笛有三孔而三地門則有五孔。族人相信鼻笛所吹出是最誠實、純粹的情感，因為是從鼻子灌注的生命氣息，而嘴巴說出來的話語有可能是謊言。過往因為階級制度鼻笛只允許貴族吹奏，但隨著時間的變遷，現在平民與女人也都可以吹奏。

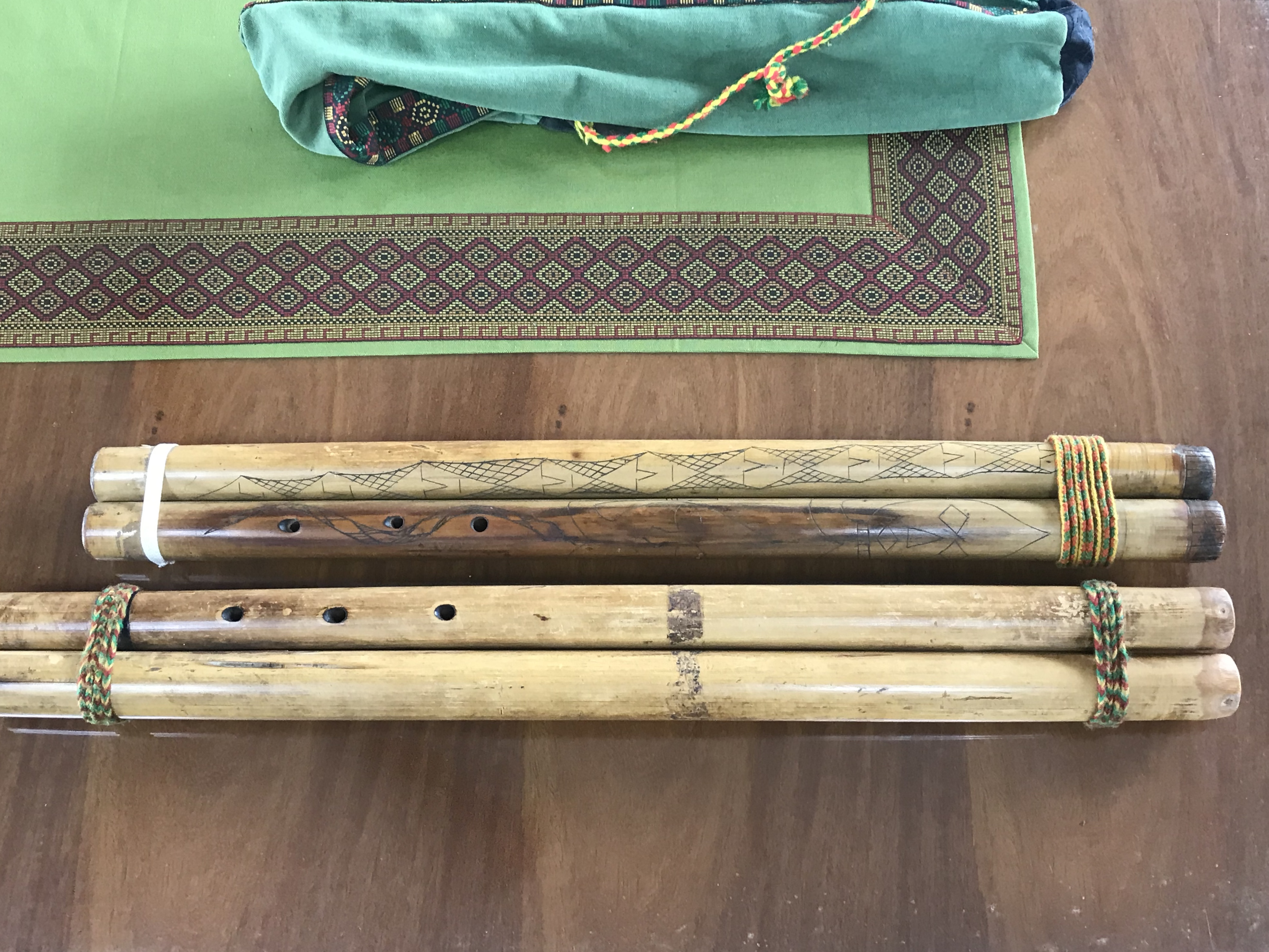
排灣族雙管鼻笛

#### 傳說
傳說排灣族有一對感情非常好的兄弟，但因為父母對弟弟的偏愛讓哥哥非常傷心，於是到山上吹笛子抒發情緒，之後兄弟也決定一起離家出走，走了一段路之後，兩人決定休息，於是變成兩座人頭山。哥哥所吹的是單管笛子，但族人為了紀念兩兄弟，而將單管改成了雙管，不讓哥哥因為寂寞而感到孤獨，所以雙管笛在排灣族的文化當中也代表了人與人之間互相依靠、信任的情感。

#### 製作
排灣族的雙管鼻笛長度約60公分，雙管直徑大約是3公分，使用的是一至四年的火廣竹:37，而製作時間必須在中秋節之後的無雨季節，陰乾之後裁切兩個長寬適中的竹管，在竹節最薄之處穿大約0.5公分的孔，笛身上孔與孔之間的距離為兩截指頭的長度，使用燒紅的鐵器斜插的方式鑽孔，兩個管子必須要不斷試音找到最適合的位置與音色，其中鑽有三孔的管稱為tsemiketsikem是說話的意思作為旋律，另一個無孔的管稱為zemangrau是配合的意思作為伴奏。:67

#### 演奏
鼻笛重視個人特色，只會獨奏不會有伴奏，由於每個竹子的長度、寬度不同所以吹出來的音準、韻味也會不同，族人們相信吹出的氣越長越能表達一個人的心事。當貴族男性在追求異性時，就會使用鼻笛作為表達情意的媒介，或者在葬禮中，女人會唱著悲詠，而男性貴族就會利用鼻笛來訴說悲傷的情緒。:14:138

## 社會

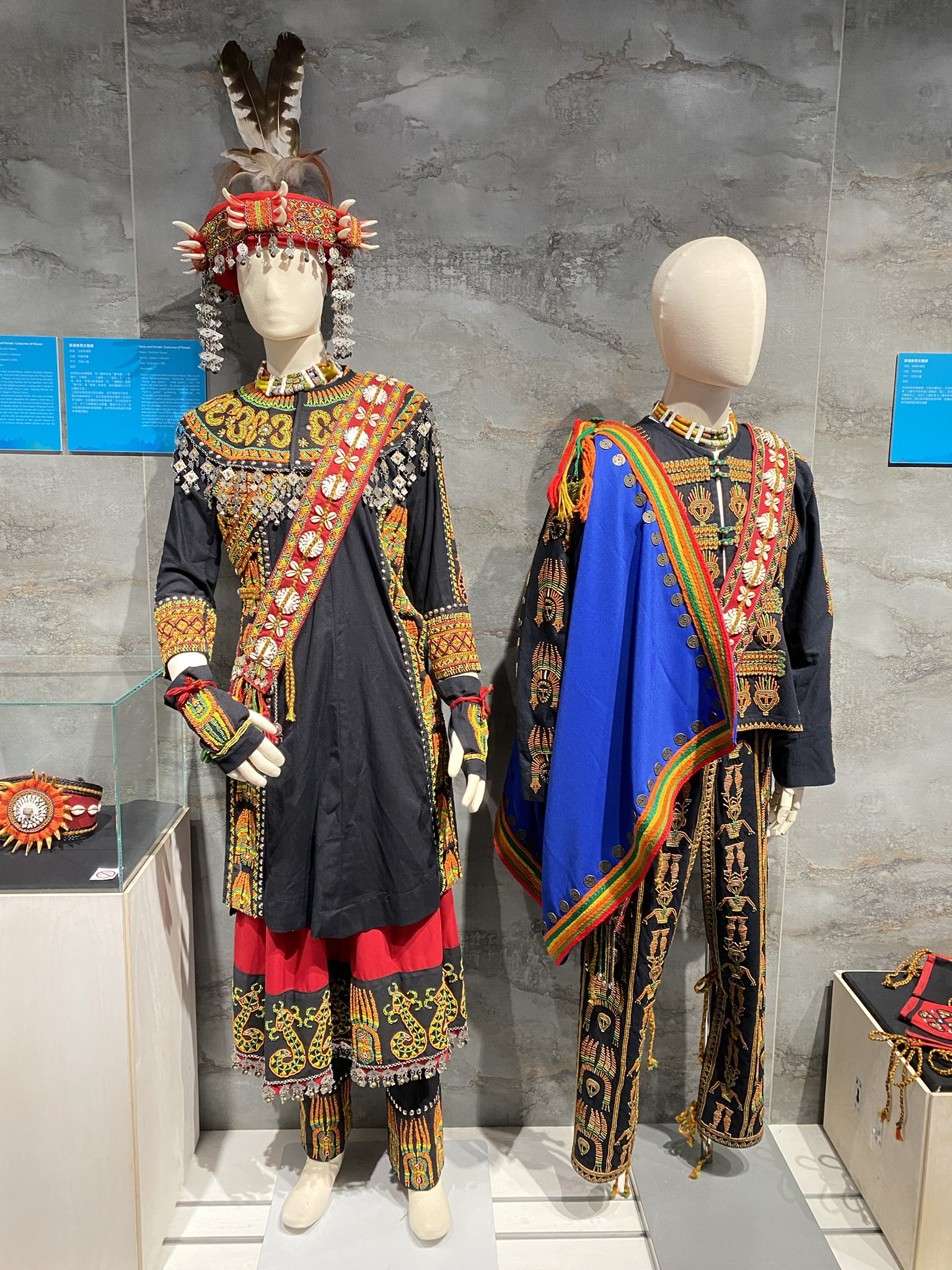
北部排灣族服飾

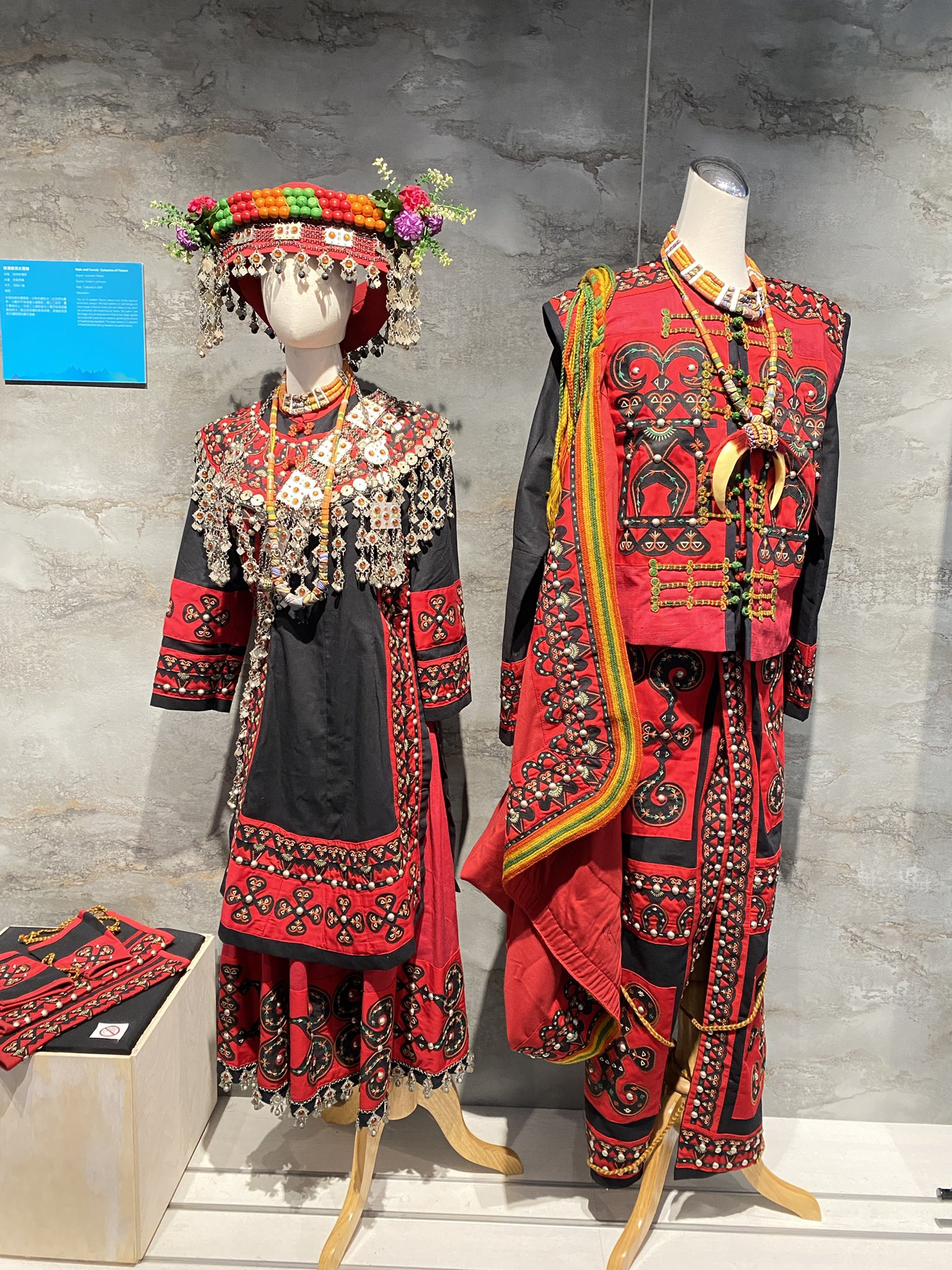
南部排灣族服飾

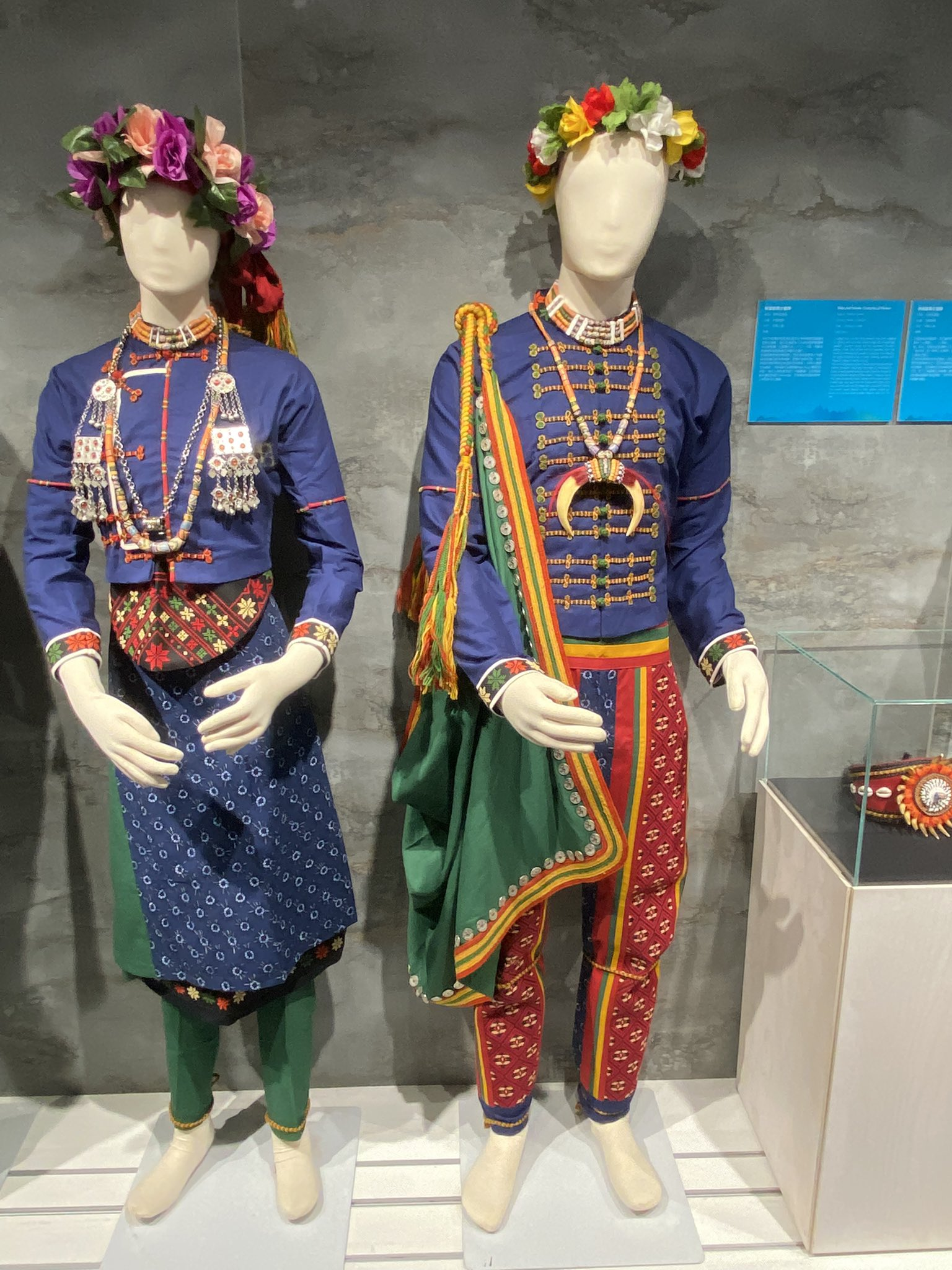
東部排灣族服飾

### 社會制度
排灣族行同心圓階級制度，大致上分為酋長（頭目）、首階貴族、中高階貴族、中階貴族、末階貴族、勇士、平民等階級。貴族以上階級有裝飾上的特權，例如熊鷹羽毛、琉璃珠、特殊圖案（人頭紋、百步蛇紋等）。貴族以上階級間聯姻，藉婚姻提升家族地位。階級低的人與階級高的人結婚，可提升子女的階級，因而在婚生子女中有階級升降的現象。
酋長與貴族管理部落內的土地，是部落的管理者與統治者。平民百姓為其耕作，並將收穫繳予貴族，貴族再對其進行平均分配，部落內弱勢者由貴族照顧。貴族主持部落重大事務，如與其他部落的交流與談判，舉行各項重大事務前，必須先經由靈媒占卜以辨吉凶。
排灣族存在會所制度，會所建築稱為cakar、pucakaran或palakuwan，青年（maqacuvucuvun）會在此聚會討論部落事務。青年會是以男性為主的年齡階級組織，也包含婚後不居住在會所的男性。會所內有許多階級，各階級有不同的名稱與責任，彼此以兄弟（qaliyan）互稱。以臺東縣太麻里鄉Tjavualji部落的會所為例，年齡最小的階級稱為takuvankuvan，屬於學習的階段；稍長的階級稱為valisen，從事耗費體力的勞務；最年長階級稱做maqacuvuncuvun，是下達指令、教育後輩的階級。婚後的男性稱為maketanketan，仍有扶持、監督會所運作的責任。

### 長嗣制度
排灣族行長嗣繼承制，認定無論性別、第一個出生的子女是長嗣 （vusam/kalaingan），長嗣是其家屋（umaq） 之當然繼承人。
故此在婚姻中無論性別、長嗣為大，配偶皆是入婚（kitarev）至長嗣家以繼承其家屋。非長嗣之間的通婚則被認定為新立家屋，並透過古禮為其家屋命名，而後亦遵循此制度立此家中新生長嗣爲其家屋之當然繼承人。
當雙方結為婚姻，當事人雙方家族成員將進行聚會，並細數過往兩家族間之恩怨衝突，不惜破口大罵、大打出手，透過其將之全盤托出。傳統上認為此習俗為一個婚前重新連結兩方家族之重要溝通渠道，但因現今社會形態變化之故，此習俗保留之程度不如往昔之盛行。

## 祭典儀式

### 年祭
年祭（排灣語：Masalut、Masuvaqu）或稱收穫祭、小米收穫祭。此祭典之本意是為當年度農作豐收、狩獵足食來感謝神靈之眷顧，並以崇敬莊嚴之心境舉行主要祭儀，後接續各式活動以表歡慶。其字根 salut 及跨越之意，表示為一個年度的終止與進入新年度的分界。程序中祭儀部分主要是由祭司、靈媒主持，並將收穫的小米入倉，選播種用的小米，吃新米等。唯各地區年祭之程序，皆因該地風俗而所有不同。且隨時代變遷，祭典之主旨在傳統信仰價值之外，流變出聯誼、團康的性質，其中不乏傳統技能競賽、美食饗宴等現代活動形式之企劃設計。

### 毛蟹祭
每年的三到六月是東排灣族捕抓毛蟹的季節，在這之前族裡的頭目與巫師會為捕蟹人舉行一場「毛蟹祭」，先是以樹葉與小米酒灑向大地，並以母語唸誦告知祖先、神靈，即將展開捕蟹的活動，以期盼捕蟹順利、豐收。

## 語言
傳統上，排灣族使用排灣語，現今排灣語認證考試則大致略分為四類：東排灣語、北排灣語、中排灣語、南排灣語。但隨著漢化程度不同，一部分部落例如里德部落等，能夠使用族語的老年層已近絕滅，中年層已轉用臺灣台語。（未列入核定部落的恆春鎮社頂部落也是相同情況）。而排灣族的青年層，則大多喪失母語能力，以華語進行溝通。

## 人口統計
| 縣市   | 排灣族人口 | 總人口     | 比率  |
| ------ | ---------- | ---------- | ----- |
| 屏東縣 | 41,501     | 872,902    | 4.75% |
| 臺東縣 | 11,319     | 204,919    | 5.52% |
| 臺中縣 | 2,664      | 1,510,480  | 0.18% |
| 桃園縣 | 2,635      | 1,808,833  | 0.15% |
| 新北市 | 2,356      | 4,026,407  | 0.05% |
| 高雄縣 | 2,211      | 1,262,969  | 0.18% |
| 高雄市 | 1,685      | 1,493,806  | 0.11% |
| 臺南縣 | 926        | 1,120,394  | 0.08% |
| 臺中市 | 821        | 989,047    | 0.08% |
| 臺北市 | 819        | 2,624,257  | 0.03% |
| 彰化縣 | 727        | 1,255,332  | 0.06% |
| 花蓮縣 | 506        | 327,064    | 0.15% |
| 臺南市 | 353        | 725,985    | 0.05% |
| 新竹縣 | 305        | 451,316    | 0.07% |
| 南投縣 | 256        | 487,398    | 0.05% |
| 嘉義縣 | 180        | 552,749    | 0.03% |
| 苗栗縣 | 169        | 534,366    | 0.03% |
| 宜蘭縣 | 157        | 444,950    | 0.04% |
| 基隆市 | 156        | 387,504    | 0.04% |
| 新竹市 | 129        | 395,746    | 0.03% |
| 雲林縣 | 128        | 705,440    | 0.02% |
| 澎湖縣 | 117        | 83,214     | 0.14% |
| 金門縣 | 89         | 56,275     | 0.16% |
| 連江縣 | 74         | 17,775     | 0.42% |
| 嘉義市 | 48         | 266,126    | 0.02% |
| 總計   | 70,331     | 22,300,929 | 0.32% |

| 鄉鎮市區       | 排灣族人口 | 總人口  | 比率   |
| -------------- | ---------- | ------- | ------ |
| 屏東縣來義鄉   | 6,578      | 7,030   | 93.57% |
| 屏東縣三地門鄉 | 4,876      | 6,271   | 77.75% |
| 屏東縣瑪家鄉   | 4,774      | 6,004   | 79.51% |
| 屏東縣春日鄉   | 4,246      | 5,065   | 83.83% |
| 屏東縣獅子鄉   | 4,052      | 4,464   | 90.77% |
| 屏東縣泰武鄉   | 3,964      | 4,103   | 96.61% |
| 屏東縣牡丹鄉   | 3,887      | 4,534   | 85.73% |
| 臺東縣太麻里鄉 | 3,005      | 10,980  | 27.37% |
| 屏東縣屏東市   | 2,517      | 209,003 | 1.20%  |
| 臺東縣達仁鄉   | 2,322      | 2,635   | 88.12% |
| 臺東縣大武鄉   | 2,247      | 4,789   | 46.92% |
| 臺東縣金峰鄉   | 1,921      | 2,485   | 77.30% |
| 屏東縣滿州鄉   | 1,546      | 8,006   | 19.31% |
| 屏東縣潮州鎮   | 1,353      | 54,656  | 2.48%  |
| 臺東縣臺東市   | 1,335      | 98,276  | 1.36%  |
| 屏東縣內埔鄉   | 971        | 64,833  | 1.50%  |
| 屏東縣萬巒鄉   | 651        | 25,624  | 2.54%  |
| 桃園縣龜山鄉   | 593        | 141,202 | 0.42%  |

## 外部連結
- 三地門鄉三地村排灣族出草獵人頭之歌 （页面存档备份，存于），呂炳川錄製，收錄於《臺灣土著族音樂》專輯，臺灣音樂館典藏
- 三地門鄉三地村排灣族姑娘尋求戀人之歌 （页面存档备份，存于），旋律和魯凱族勇士舞的歌謠相同，呂炳川錄製，收錄於《臺灣土著族音樂》專輯，臺灣音樂館典藏
- 三地門鄉三地村排灣族口笛演奏 （页面存档备份，存于），呂炳川錄製，臺灣音樂館典藏
- 獅子鄉楓林村排灣族五年祭之歌 （页面存档备份，存于），呂炳川錄製，臺灣音樂館典藏
- 來義鄉古樓村排灣族歌謠 （页面存档备份，存于），呂炳川錄製，臺灣音樂館典藏
- 達仁鄉臺板村排灣族巫師之歌 （页面存档备份，存于），呂炳川錄製，臺灣音樂館典藏